# Pallacanestro Cantù 1963-1964
Questa voce raccoglie le informazioni riguardanti la Pallacanestro Cantù nelle competizioni ufficiali della stagione 1963-1964.

## Stagione
La stagione 1963-1964 della Pallacanestro Cantù sponsorizzata Fonte Levissima, è la 9ª nel massimo campionato italiano di pallacanestro, l'Elette.
Dopo l'addio di Lino Cappelletti divenne capitano Giancarlo Sarti. In più anche Dante Masocco, l'altro lungo che insieme a Marcello Motto formava una coppia di grande sostanza, decise di cambiare squadra.

## Roster
- Giancarlo Sarti
- Alfredo Barlucchi
- / Enrico De Carli
- Antonio Frigerio
- Claudio Galbiati
- Renzo Pinasco
- Carlo Recalcati
- Claudio Valentini
- Gianni Zagatti

Allenatore:  Gianni Corsolini

## Mercato
| Acquisti | Acquisti        | Acquisti | Acquisti   |
| R.       | Nome            | da       | Modalità   |
| -------- | --------------- | -------- | ---------- |
| G        | Enrico De Carli |          | definitivo |

| Cessioni | Cessioni         | Cessioni    | Cessioni       |
| R.       | Nome             | a           | Modalità       |
| -------- | ---------------- | ----------- | -------------- |
| A        | Lino Cappelletti |             | ritirato       |
| C        | Dante Masocco    | Milano 1958 | fine contratto |
|          | Otello Bruni     |             | fine contratto |
|          | Edi Zuliani      |             | fine contratto |